# 王继恩 (辽朝)
王繼恩（?—?），棣州（治厌次县，今山东惠民）人。辽朝宦官。
辽圣宗时，睿智太后南征北宋，俘虏掠夺居民。不满十岁的王继恩被俘虏，载至凉径，阉为宦官。王继恩聪慧，识字，懂契丹语。开始担任内谒者、内侍左厢押班。辽圣宗亲政，历任尚衣库使、左承宣、监门卫大将军、灵州观察使、内库都提点。他不喜权势，得赏多买书，有书万卷，诵读不倦。宋使每至辽国，多由他充当宣赐使。